# اردبورن
اردبورن (به آلمانی: Erdeborn) یک منطقهٔ مسکونی در آلمان است که در Seegebiet Mansfelder Land واقع شده‌است. اردبورن ۱٬۰۸۹ نفر جمعیت دارد.